# Holothrix brevipetala
Holothrix brevipetala är en orkidéart som beskrevs av Immelman och Edmund André Charles Lois Eloi `Ted' Schelpe. Holothrix brevipetala ingår i släktet Holothrix och familjen orkidéer. Inga underarter finns listade i Catalogue of Life.